# 沖縄県道210号小浜港線
沖縄県道210号小浜港線（おきなわけんどう210ごう こはまこうせん）は、沖縄県八重山郡竹富町小浜島の小浜村内と小浜港とを結ぶ一般県道である。

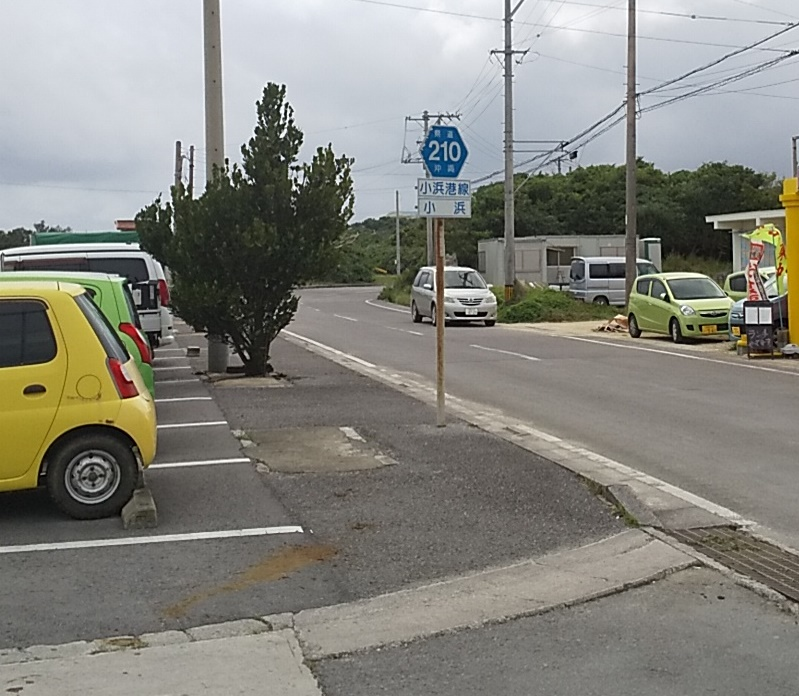
県道標識

## 概要
- 起点：八重山郡竹富町字小浜村内[1]
- 終点：八重山郡竹富町字小浜（小浜港）[1]
- 総延長：1.536km（実延長も同じ）[1]

## 通過自治体
- 八重山郡竹富町（小浜島）

## 主要施設
- 小浜島郵便局（竹富町小浜村内）
- 小浜小中学校（竹富町小浜村内）
- 小浜港（終点）

## 歴史
- 県道210号はもともと石垣市内を通っていた川平伊原間線だったと思われるが、1976年（昭和51年）に主要地方道石垣港伊原間線（県道79号）に昇格したため、空き番号となり、1980年（昭和55年）の八重山地域の県道路線の一部再編で、小浜島内の町道が県道に昇格して本路線が指定され県道210号が割り当てられた。
- 福井県小浜市にも同じ路線名の県道（福井県道15号小浜港線）があるが、そちらは「おばまこうせん」という読み方である。